# ¿Dónde iré yo?
«¿Dónde iré yo?» (Disposition) es el séptimo sencillo de la cantante mexicana Belinda, de su álbum homónimo debut, Belinda, lanzado en el 2003.

## Información
El sencillo fue lanzado en el 2005 pero no entró a ningún conteo, siendo uno de los sencillos menos exitosos del álbum.
Hay una adaptación de las Bratz llamada "It Could Be Yours", que salió en su álbum Rock Angelz, lanzado en el 2005.

### Lista de canciones
Descarga digital/Promo
1. «¿Dónde Iré Yo?»

### Adaptaciones
- Bratz - "It Could Be Yours" (inglés)

## Video musical
Existe un video musical de poca difusión, en el que se muestra a Belinda cantando y bailando la canción ante la cámara, y un fondo que cambia de colores.

## Versiones oficiales
- «¿Dónde iré yo?» (Álbum Versión)